# 沃利·威廉斯
沃利·威廉斯（英語：Wally Williams，1921年4月30日—2009年1月8日），新西兰男子水球运动员。他曾代表新西兰国家队参加1950年大英帝国运动会水球比赛，获得一枚银牌。